# Hirst
Hirst är en ort i civil parish Ashington, i grevskapet Northumberland i England. Orten är belägen 8 km från Morpeth. Hirst var en civil parish 1866–1914 när det uppgick i Ashington. Civil parish hade 16 428 invånare år 1911.